# Parkaleh
Parkaleh (persiska: پَركَلِهّا, فار قَلعِه, پَركِلِه, پركله, Parkalehhā, پَركَل) är en ort i Iran.   Den ligger i provinsen Markazi, i den centrala delen av landet, 280 km sydväst om huvudstaden Teheran. Parkaleh ligger 2 172 meter över havet och antalet invånare är 293.
Terrängen runt Parkaleh är kuperad åt sydväst, men åt nordost är den bergig.Runt Parkaleh är det ganska glesbefolkat, med 48 invånare per kvadratkilometer. Närmaste större samhälle är Tūreh, 14,0 km norr om Parkaleh. Trakten runt Parkaleh består i huvudsak av gräsmarker.